# Csernely
Csernely là một thị trấn thuộc hạt Borsod-Abaúj-Zemplén, Hungary. Thị trấn này có diện tích 20,62 km², dân số năm 2010 là 802 người, mật độ 39 người/km².